# Єдиний чоловік
«Єдиний чоловік» (рос. «Единственный мужчина») — радянський телефільм 1981 року, знятий режисером Всеволодом Плоткіним на кіностудії «Білорусьфільм».

## Сюжет
Телефільм за романом Леоніда Ліходєєва «Чотири розділи з життя Марії Миколаївни». Героїня фільму — директор великого науково-виробничого об'єднання — одного разу робить висновок, що її особисте життя не склалося.

## У ролях
- Альбіна Матвєєва — Мар'я Миколаївна Козлова
- Ігор Васильєв — Олександр Сергійович Корецький
- Михайло Волонтир — Михайло Михайлович Клушин
- Стефанія Станюта — Неоніла Степанівна, мати Михайла
- Віктор Проскурін — Дмитро Михайлович Тимофєєв
- Наталія Варлей — Віка Мікуліна
- Олександр Аржиловський — Міка Мікулін
- Юрій Лазарев — Лікар, Володимир
- Петро Капшук — Вася
- Олексій Зайцев — Костянтин
- Павло Кормунін — Семен Петрович Павлов
- Юрій Сидоров — Стекольников
- Єлизавета Нікіщихіна — Капка, сусідка Клушиних
- Михайло Муромов — міліціонер
- Валентин Букін — «теж Тимофєєв», пасажир літака
- Ірина Зеленко — Шурочка, секретарка
- Ольга Іпполітова — дівчина в поїзді
- Ольга Смоляк — епізод
- К. Гассауер — епізод
- В. Гиринська — епізод

## Знімальна група
- Режисер — Всеволод Плоткін
- Сценарист — Леонід Ліходєєв
- Оператор — Борис Оліфер
- Композитор — Анатолій Бальчев
- Художник — Володимир Гавриков